# Teoria di Marcus
La teoria di Marcus è utilizzata per descrivere la velocità di trasferimento degli elettroni. Fu sviluppata originariamente nel 1956 da Rudolph Marcus i cui studi, in questo ambito, gli valsero il premio Nobel per la chimica nel 1992.
La teoria è utilizzata per descrivere numerosi processi, sia chimici sia biochimici, come il meccanismo delle reazioni redox, la fotosintesi e altri processi che implicano lo scambio di elettroni tra complessi proteici.

## La teoria
Secondo la teoria di Marcus, la velocità di trasferimento degli elettroni dipende dai seguenti fattori:
1. dalla distanza tra donatore e accettore, divenendo il trasferimento più efficiente al diminuire di tale distanza;
2. dall'energia libera di Gibbs di reazione, divenendo il trasferimento più efficiente all'aumentare del carattere esoergonico;
3. dall'energia di riorganizzazione, la spesa energetica legata al riarrangiamento molecolare di donatore, accettore e solvente durante il trasferimento di elettroni.

Siano DA e D+A- rispettivamente i reagenti e i prodotti in una reazione di trasferimento di elettroni, con  D+ che indica D ossidato e A- che indica A ridotto, è possibile riportare in un grafico le superfici di energia libera di Gibbs dei due complessi con indicata in ascissa la variazione della geometria. In questo modo si ottengono due parabole caratteristiche dell'oscillatore armonico. In accordo col principio di Franck-Condon, il trasferimento di elettroni avviene prima della riorganizzazione geometrica dei nuclei, per cui per passare dai reagenti ai prodotti è dapprima necessario giungere a una configurazione che corrisponde al punto in cui le due parabole si intersecano. A questo punto, con l'HOMO di DA divenuto degenere rispetto al LUMO di D+A-, può avere luogo il trasferimento di elettroni per effetto tunnel contro una barriera energetica rappresentata dall'energia di ionizzazione. Avvenuto il trasferimento di elettroni il sistema raggiunge quindi la configurazione geometrica finale dei prodotti.
In termini matematici, introducendo l'hamiltoniana per l'espressione della velocità della transizione elettronica, e rimandando ai riferimenti bibliografici per un approfondimento del calcolo, si ottiene l'equazione che esprime la costante cinetica ket per la reazione di trasferimento di elettroni:
{\displaystyle k_{et}={\frac {2\left\langle H_{AB}\right\rangle ^{2}}{h}}\left({\frac {\pi ^{3}}{4\lambda RT}}\right)^{1/2}e^{-\Delta G^{\ddagger }/RT}}
dove:
{\displaystyle \Delta G^{\ddagger }={\frac {\left(\Delta G_{r}^{o}+\lambda \right)^{2}}{4\lambda }}}
con {\displaystyle \lambda } che rappresenta l'energia di riorganizzazione.
Da notare la somiglianza con l'equazione di Arrhenius e come vengono identificati in questo caso il fattore pre-esponenziale e l'energia di attivazione.